# Liste des officiers de l'ordre de Saint-Michel

## Chefs et souverains de l'ordre de Saint-Michel
- Louis XI
- Charles VIII
- Louis XII
- François Ier
- Henri II
- François II
- Charles IX
- Henri III
- Henri IV
- Louis XIII
- Louis XIV
- Louis XV
- Louis XVI

## Officiers de l'ordre de Saint-Michel

### Chanceliers de l'ordre de Saint-Michel
L'article 12 des statuts de l'ordre prévoit que le chancelier doit être archevêque, évêque ou d'une dignité équivalente dans l'église. Il doit célébrer la messe haute.
- Guy Bernard, évêque et duc de Langres (mort en 1481)
- Pierre de Laval, archevêque et duc de Reims, entre 1473 et 1493.
- Louis d'Amboise, évêque d'Albi, chancelier de l'ordre en juin 1484.
- Georges d'Amboise, cardinal et archevêque de Rouen, mort en 1510.
- Raoul du Fou, évêque d'Évreux, mort en 1511.
- François Guillaume de Castelnau de Clermont-Lodève, évêque de Saint-Pons jusqu'en 1501, archevêque de Narbonne jusqu'en 1507 et archevêque d'Auch jusqu'en 1538, cardinal en 1503, mort en 1540.
- Étienne Poncher, évêque de Paris jusqu'en 1519, chancelier de l'ordre en 1518, archevêque de Sens jusqu'en 1525, garde des sceaux de France, mort en 1525.
- Antoine Duprat, chancelier du duché de Milan en 1515, chancelier de France et chancelier de Bretagne en 1519, évêque de Valence et de Die en 1522, archevêque de Sens en 1525, cardinal en 1527, mort en 1535.
- François de Tournon, archevêque de Bourges jusqu'en 1536, puis archevêque d'Auch, chancelier de l'ordre en 1529, cardinal en 1530, mort en 1562.
- Charles de Lorraine-Guise, archevêque de Reims en 1538, cardinal en 1547, chancelier de l'ordre en 1547, après la mort de François Ier, mort en 1574.
- Gabriel Le Veneur de Tillières, évêque d'Évreux en 1532, chancelier de l'ordre en 1561, mort en 1574.
- Antoine de Créquy, évêque d'Amiens en 1562, cardinal en 1565, mort en 1574.

### Chanceliers gardes des sceaux commandeurs des ordres du roi
Après la création de l'ordre du Saint-Esprit, les deux ordres ont le même chancelier.
- Philippe Hurault, seigneur de Cheverny, chancelier du duc d'Anjou roi de Pologne, chancelier de l'ordre de Saint-Michel après la mort d'Antoine de Créquy. Il devient aussi chancelier des ordres du roi regroupant l'ordre de Saint-Michel et l'ordre du Saint-Esprit. C'est le premier séculier à recevoir cette charge, garde des sceaux en 1578, disgrâcié après la journée des barricades, mort en 1599.
- Charles de Bourbon, archevêque de Rouen en 1597, jusqu'en 1604, puis abbé de Marmoutier, chancelier et commandeur des ordres du roi en 1599, démissionne en 1606, mort en 1610.
- Guillaume de L'Aubespine, baron de Châteauneuf, chancelier de l'ordre en 1606, mort en 1629.
- Charles de L'Aubespine, abbé des Préaux, chancelier-commandeur des ordres du roi en survivance de son père en 1611, marquis de Châteauneuf, garde des sceaux de France en 1630 mais ayant trahi, il est emprisonné en 1633, il est rappelé en 1643 mais est éloigné et donne sa démission de chancelier en 1645, de nouveau rappelé entre 1650 et 1651, il meurt en 1653.
- Claude de Bullion, seigneur de Bonnelles, surintendant de finances, il est fait garde des sceaux, surintendant des deniers et commandeur des ordres du roi après l'emprisonnement de Charles de L'Aubespine, mort en 1640.
- Nicolas Le Jay, premier président du Parlement de Paris, chancelier-commandeur des ordres du roi après la démission de Claude de Bullion en 1636, à condition que la charge soit transmise à Noël de Bullion, ce qui n'a pas été fait, mort en 1640.
- Pierre Séguier, chancelier de France, surintendant des deniers et commandeur des ordres du roi en 1641. Cette charge est supprimée en 1643 et réunie à celle de chancelier.
- Louis Barbier de La Rivière, abbé de Saint-Benoît-sur-Loire en 1642, il est nommé garde des sceaux, chancelier et commandeur des ordres du roi après la démission de Charles de L'Aubespine en 1645, il doit remettre les sceaux et consentir à la désunion de la charge de garde des sceaux et de surintendant des deniers des ordres du roi en 1650. Il démissionne en 1654, il est évêque de Langres en 1655 et meurt en 1670.
- Abel Servien, marquis de Sablé, surintendant des finances, garde des sceaux, surintendant des deniers et commandeur des ordres du roi en 1650, chancelier par réunion des deux charges en 1654, il démissionne en 1656, mort en 1659.
- Basile Fouquet, abbé de Barbeaux, conseiller d'état, chancelier-commandeur des ordres du roi en 1656 mais doit consentir à la désunion de la charge de garde des sceaux le 23 décembre 1656, mais en jouit jusqu'en 1661.
- Henri de Guénégaud, secrétaire d'État de la Maison du Roi, fait garde des sceaux, surintendant des deniers et commandeur des ordres du roi le 24 décembre 1656 mais il doit remettre les sceaux car la désunion est considérée comme contraire aux statuts de l'ordre, mais il en conservé les honneurs, mort en 1676.
- Louis Fouquet, évêque-comte d'Agde, chancelier-commandeur des ordres du roi par résignation de son frère Basile Fouquet en 1659, il n'en jouit que jusqu'en 1661, mort en 1702.
- Hardouin de Péréfixe de Beaumont, précepteur du roi Louis XIV en 1644, évêque de Rodez jusqu'en 1664, , chancelier-commandeur des ordres du roi en 1661, archevêque de Paris, mort en 1671.
- François Michel Le Tellier de Louvois, secrétaire et ministre d'état, chancelier-commandeur des ordres du roi le 3 janvier 1671, mort le 16 juillet 1691.
- Louis Boucherat, chancelier de France, il est nomme garde des sceaux et surintendant des deniers commandeur des ordres, mais la charge est désunie de celle de chancelier, en 1691, mais il en démissionne le 16 août 1691.
- Louis-François-Marie Le Tellier de Barbezieux, secrétaire d'état, chancelier-commandeur des ordres du roi le 19 août 1691, mort à Versailles le 5 janvier 1701.
- Jean-Baptiste Colbert de Torcy, secrétaire et ministre d'état, grand trésorier des ordres, fait chancelier-commandeur des ordres du roi le 16 janvier 1701 jusqu'en 1716, mais a conservé les honneurs jusqu'à sa mort en 1746.
- Henri Charles Arnauld de Pomponne, abbé de Saint-Médard de Soissons, chancelier-commandeur des ordres du roi le 15 septembre 1716, mort en 1756.
- Louis Phélypeaux de Saint-Florentin, marquis puis duc de La Vrillière, chancelier-commandeur des ordres du roi le 27 juin 1756, mort en 1777.
- René-Nicolas de Maupeou, garde des sceaux de France, chancelier-commandeur des ordres du roi en 1770.
- Georges-Louis Phélypeaux d'Herbault, archevêque de Bourges en 1757, chancelier commandeur le 31 mars 1770, mort en 1787.
- Chrétien-François de Lamoignon de Bâville, garde des sceaux de France, chancelier en 1787, mort en 1789.